# Салмон (Айдахо)
Салмон (англ. Salmon) — город в округе Лемхай, штат Айдахо. Население по переписи 2010 года составляет 3112 человек. Город является административным центром округа. Салмон располагается в долине реки Лемхи, в нём находится культурно-образовательный центр (англ. Sacajawea Interpretive, Cultural and Education Center), который изучает культуру индейцев племени агайдека, а также историю индианки Сакагавеи и её участие в экспедиции Льюиса и Кларка.
Река Салмон проходит через город. Рафтеры и туристы, любящие активный отдых на природе, дополнительно оживляют экономику города. Река Лемхи впадает в реку Салмон в окрестностях города.
На английском языке salmon — это рыба лосось. Своим названием город обязан рыбе, которая обильно водилась в близлежащих реках региона. Самоназвание индейцев агайдека (они же лемхи-шошоны), населявших эти места, в переводе значило «едоки лосося».

## История
В начале XIX века экспедиция Мериуэзера Льюиса и Уильяма Кларка пересекла американский континентальный водораздел через перевал Лемхи, в 48 км к юго-востоку от Салмона. Они проследовали по течению реки Салмон. Прошли через нынешнюю локацию города, затем поднялись по северному притоку реки, в районе современного города Норт-Форк, названному по месту слияния рек (англ. North Fork — «Северная Вилка»), и пересекли современную Монтану возле перевала Потерянный проход. Единственная женщина в экспедиции, индианка Сакагавея, родилась в долине реки Лемхи недалеко от Салмона.
Поселение Салмон возникло в 1867 году. Хотя населённый пункт с момента основания носил название Салмон-Сити (англ. Salmon City — «город Салмон»), статус города Салмон получил более 30 лет спустя — в 1900-м году.
С 1910 по 1939 год Салмон был западной конечной станцией ныне несуществующей железной дороги Гилмора и Питтсбурга.
«Культурно-образовательный центр Сакагавеи» был открыт в Салмоне в августе 2003 года.

## Климат
Для Салмона характерен семиаридный климат (по классификации Кёппена) с холодной, сухой зимой и жарким, чуть более влажным, летом.
| Показатель                          | Янв.  | Фев. | Март | Апр. | Май  | Июнь | Июль | Авг. | Сен. | Окт. | Нояб. | Дек.  | Год  |
| ----------------------------------- | ----- | ---- | ---- | ---- | ---- | ---- | ---- | ---- | ---- | ---- | ----- | ----- | ---- |
| Средний суточный максимум, °C       | −2    | 2,8  | 9,8  | 15,5 | 20,6 | 25,5 | 30,7 | 29,7 | 23,8 | 15,7 | 4,8   | −1,6  | 14,6 |
| Средний суточный минимум, °C        | −12,6 | −9,3 | −4,1 | −0,1 | 4,2  | 7,8  | 10,5 | 9,2  | 4,7  | 1,0  | −6,1  | −11,4 | −0,7 |
| Норма осадков, мм                   | 17    | 12   | 14   | 20   | 36   | 36   | 26   | 21   | 20   | 17   | 19    | 20    | 258  |
| Источник: NOAA (normals, 1971–2000) |       |      |      |      |      |      |      |      |      |      |       |       |      |

## Демография
По переписи 2010 года в городе проживало 3112 человек, в составе 1420 домашних хозяйств и 807 семей. Плотность населения составляла 515,7 человек на км². В городе было 1628 единиц жилья со средней плотностью 269,8 человек на км².
Из 1420 домохозяйств в 25,6 % проживали дети в возрасте до 18 лет; 41,4 % составляли супружеские пары, живущие вместе; в 11,3 % проживала женщина без мужа; в 4,1 % проживал мужчина без жены и 43,2 % были не семейными. 37,9 % домохозяйств состояли из одного человека; а 16,3 % — из одного человека в возрасте 65 лет и старше. Средний размер домохозяйства составлял 2,14 человека, а средний размер семьи — 2,8 человека. Средний возраст горожан составил 45,7 лет. 21,3 % жителей были моложе 18 лет; 6,3 % были в возрасте от 18 до 24 лет; 21,6 % были в возрасте от 25 до 44 лет; 30 % были в возрасте от 45 до 64 лет; и 20,9 % были в возрасте 65 лет и старше. Гендерный состав города был 49,3 % мужчин и 50,7 % женщин.
По переписи 2000 года средний доход домашних хозяйств составлял 26 823 долларов, средний доход семьи — 34 844 доллара. Средний доход мужчин составлял 30 417 долларов против 18 819 долларов у женщин. Доход на душу населения в городе равнялся 15 749 долларам. Около 15,5 % семей и 19,5 % населения находились за чертой бедности, в том числе 28,3 % лиц моложе 18 лет и 14,3 % лиц в возрасте 65 лет и старше.
Расовый состав
- Белые — 96,5 %
- Афроамериканцы — 0,3 %
- Коренные американцы — 0,5 %
- Азиаты — 0,6 %
- Латиноамериканцы — 2,6 %
- Две и более расы — 1,6 %
- Прочие расы — 0,5 %

## Знаменитые уроженцы
- Сакагавея — молодая женщина из индейского племени агайдека, значимая фигура в экспедиции Льюиса и Кларка в начале XIX века, в её честь назван доллар Сакагавеи
- Джей Ди Кэннон[англ.] — американский актёр
- Дик Рэндольф[англ.] — первый либертарианец, избранный в законодательный орган штата[англ.] США
- Элмер Кит[англ.] — оружейник, создатель револьверных патронов .357 Magnum, .44 Magnum и .41 Remington Magnum

## Галерея

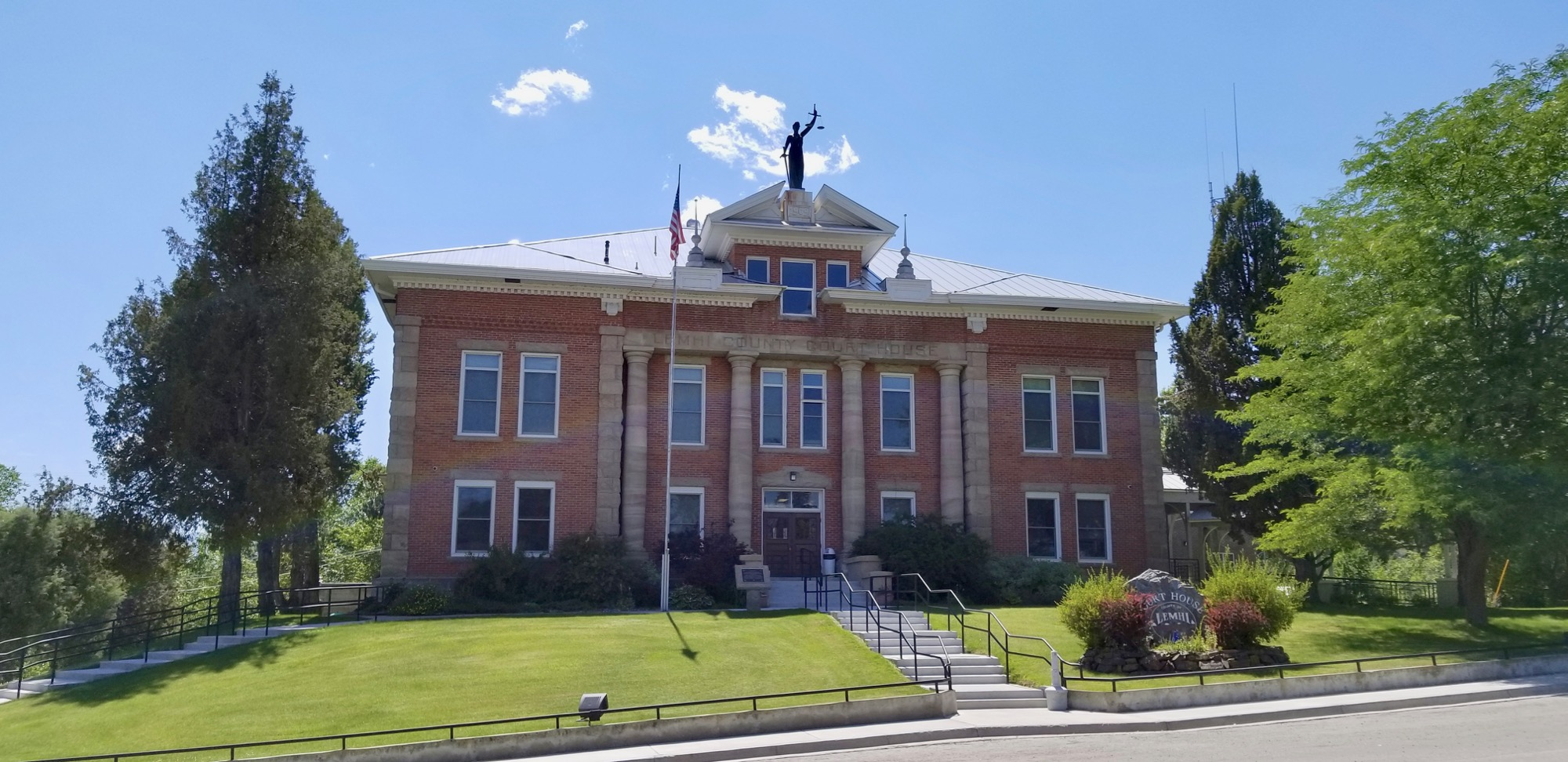
Здание суда округа Лемхай[англ.] внесено в Национальный реестр исторических мест США
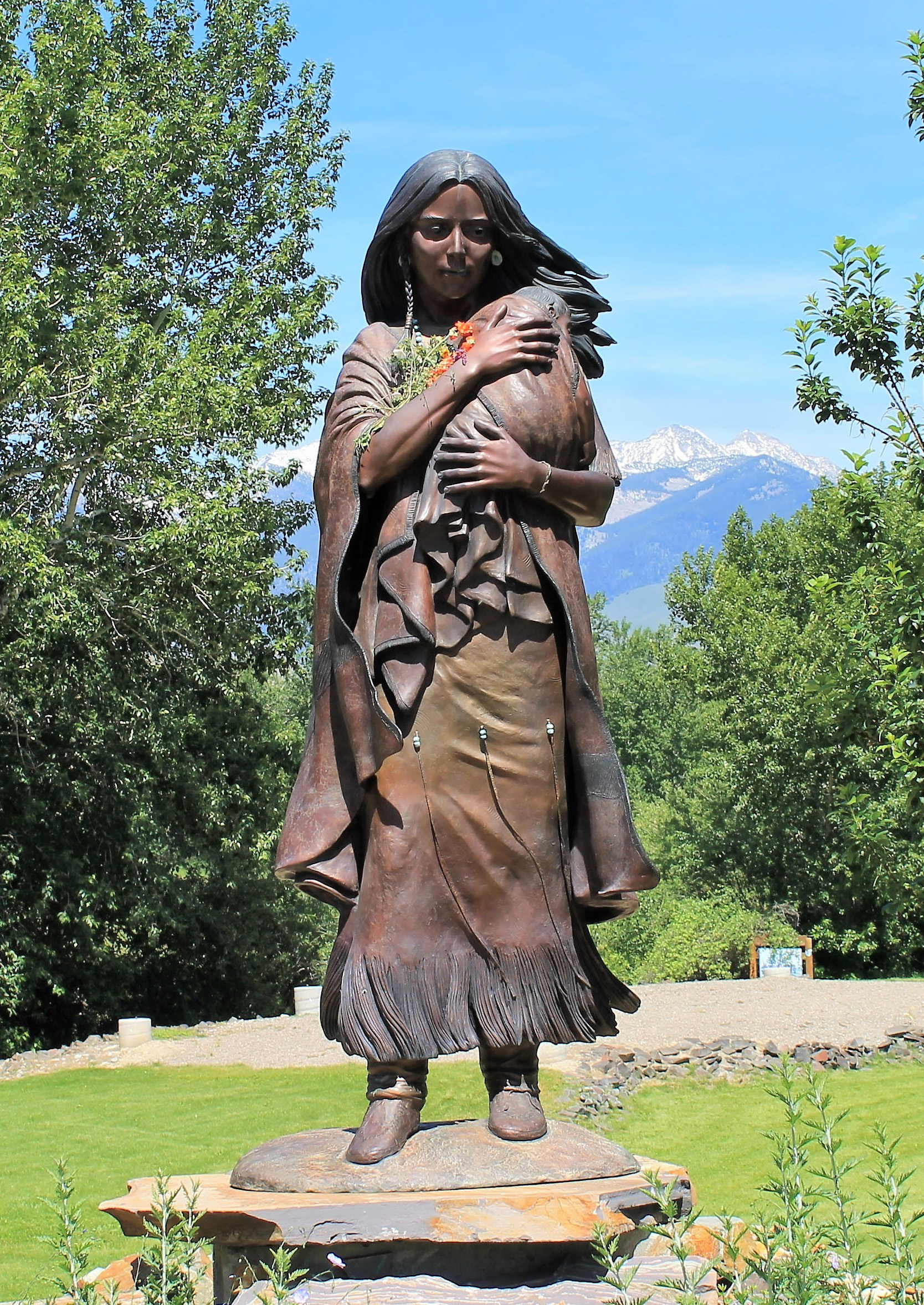
памятник Сакагавеи
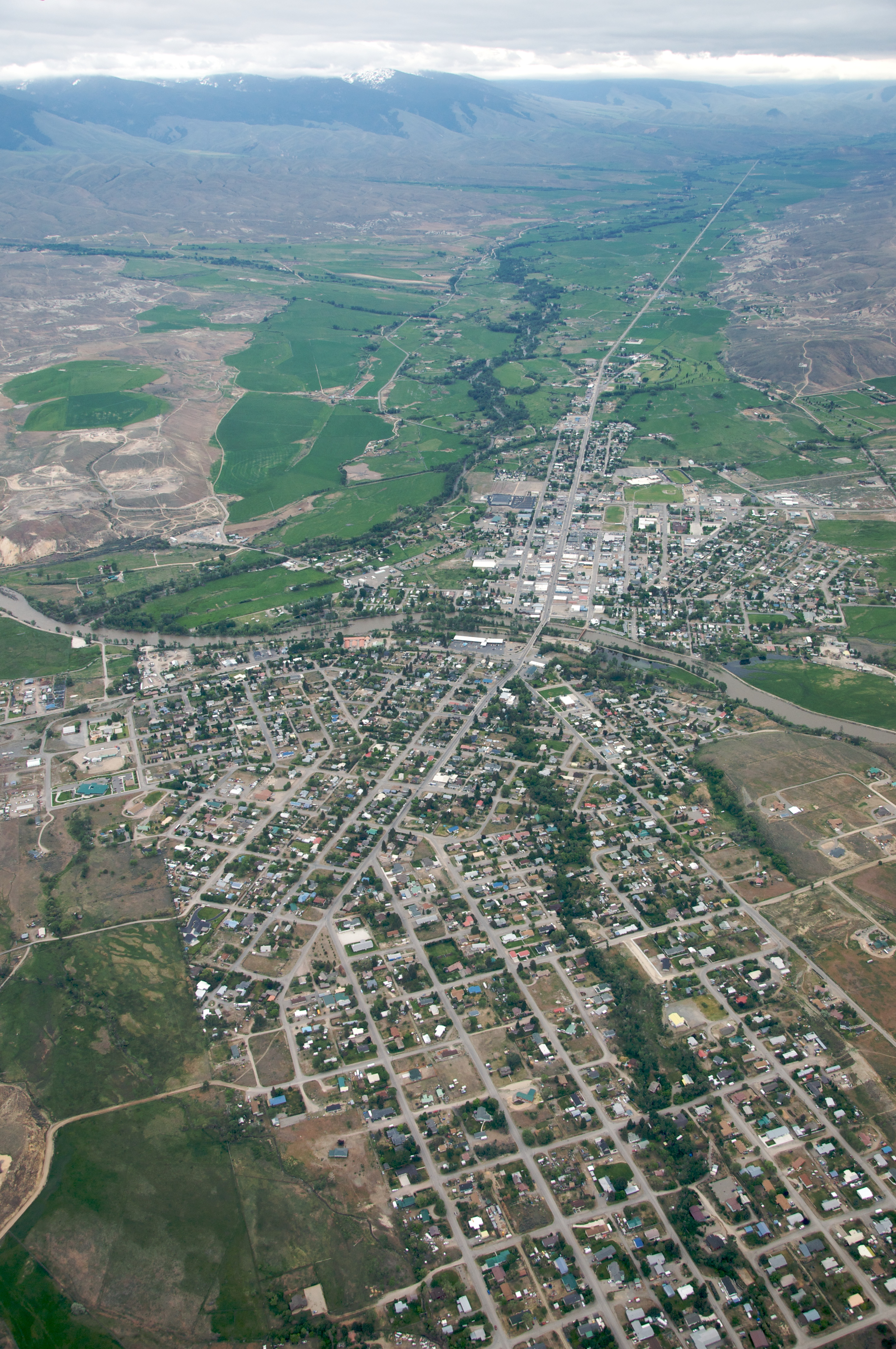
Вид на Салмон с высоты птичьего полёта
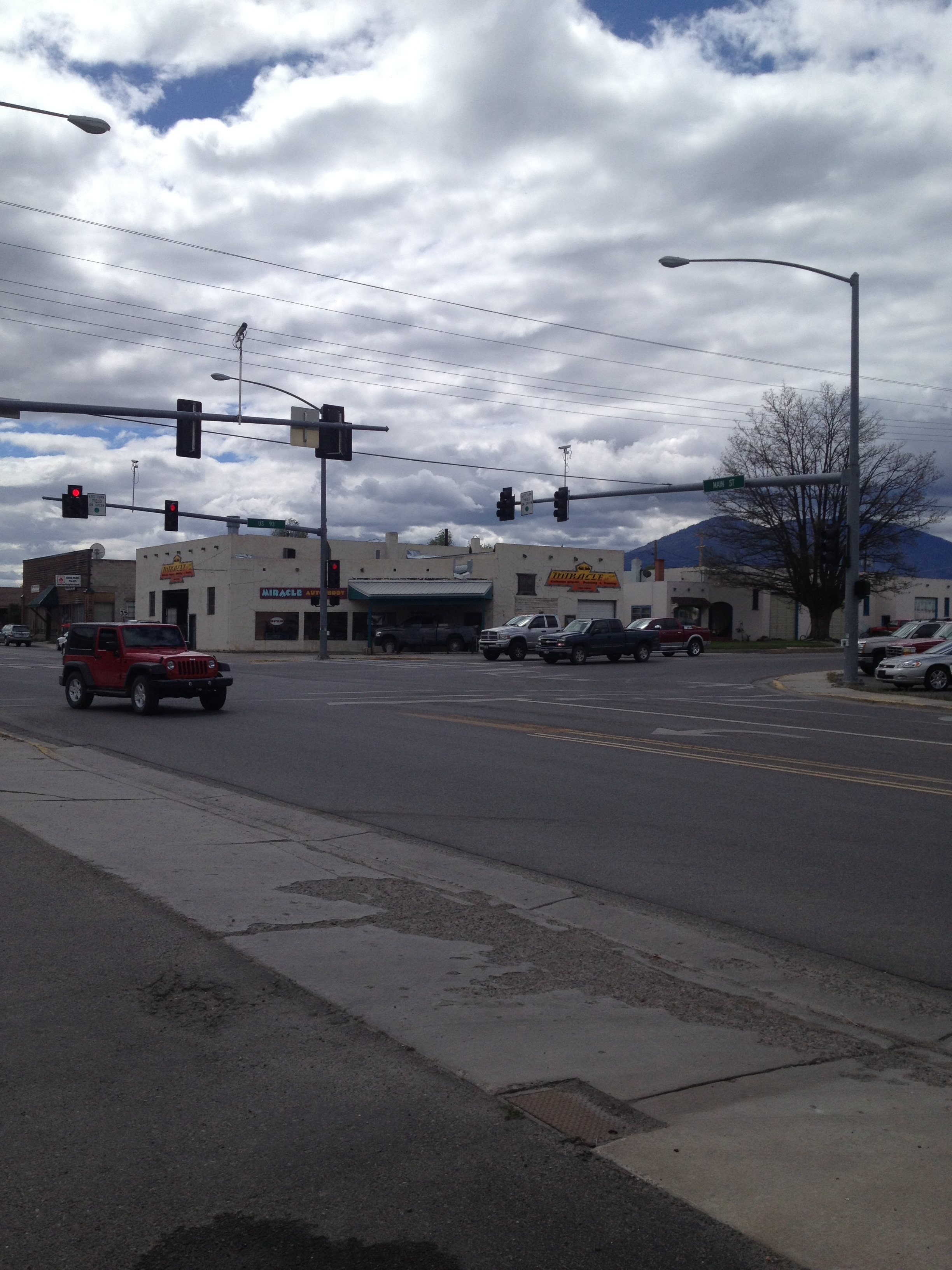
Перекрёсток в центре города
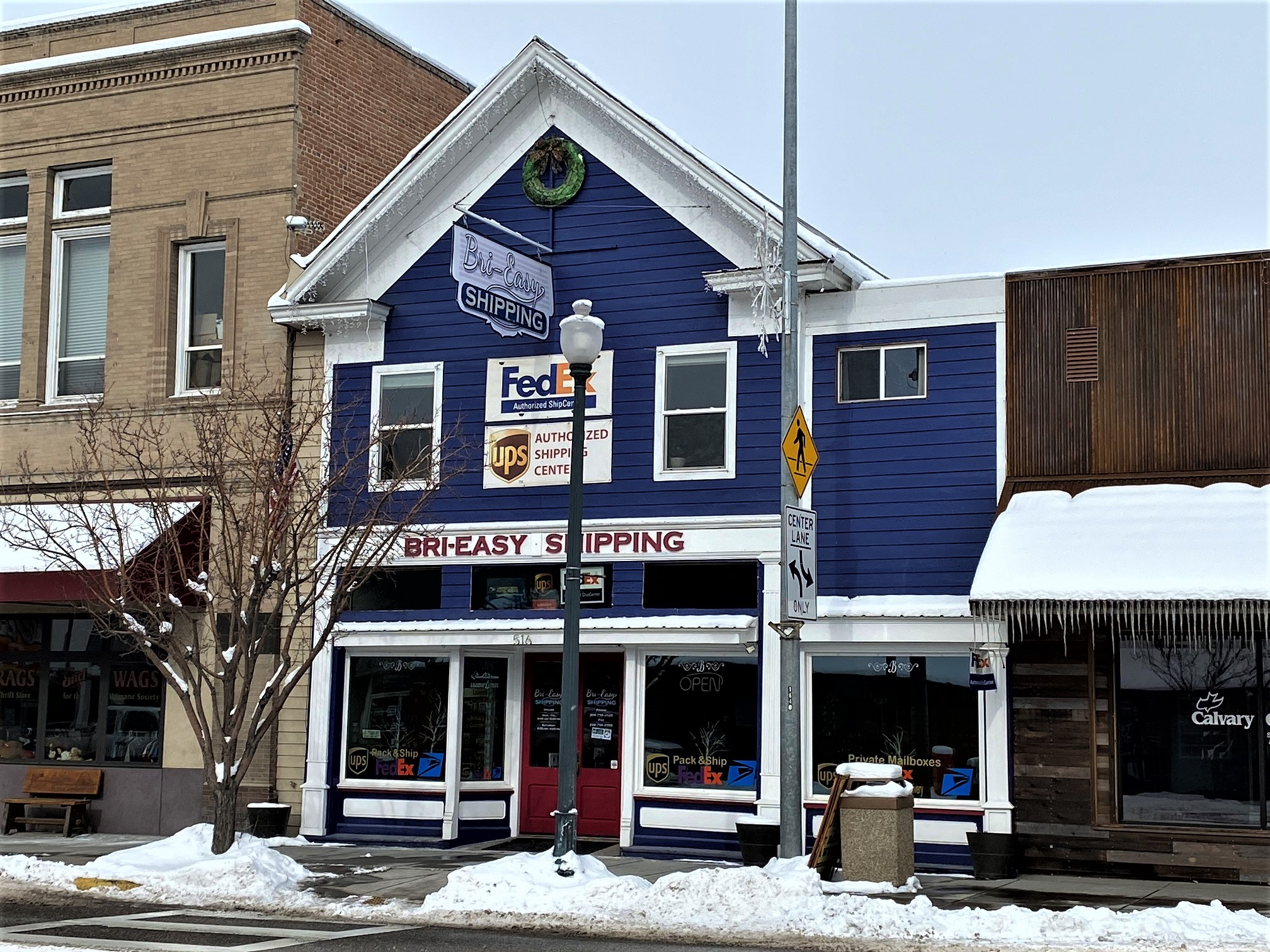
Odd Fellows Hall[англ.]